# Wisemen
Wisemen è un singolo del cantautore britannico James Blunt, pubblicato il 7 marzo 2005 come secondo estratto dal primo album in studio Back to Bedlam.

## Descrizione
Il brano, di genere pop rock, è stato scritto da James Blunt, Jimmy Hogarth e Sacha Skarbek ed è stato prodotto da Tom Rothrock e Jimmy Hogarth. Il cantautore ha preso l'inizio della canzone da Perfectly, un brano della band The Anniversary  tratto dal loro primo album in studio Designing a Nervous Breakdown. Il brano è stato pubblicato nel 2005 e ha raggiunto la top-fifty nel Regno Unito. Dopo il successo di You're Beautiful e Goodbye My Lover, Wisemen è stata ripubblicata nella primavera del 2006, ottenendo grande successo in tutto il mondo.

## Video musicale
Per il brano sono stati girati due diversi videoclip. Il primo video musicale, pubblicato in concomitanza con la prima uscita del singolo nel Regno Unito e girato nel dicembre 2004 dal regista Mark Davis, vede Blunt e la sua band esibirsi nel Café de Paris di Londra. Gli unici occupanti del locale sono tre uomini d'affari di mezza età, accompagnati da una giovane donna. La donna si alza e inizia a ballare al centro della sala, senza destare attenzione. Entrano poi tre uomini mascherati, presumibilmente i "saggi" (wisemen in inglese), che rapiscono Blunt, lo fanno salire su un'auto e lo portano sulla costa, dove viene imprigionato in una baracca costruita frettolosamente in riva al mare, in riferimento al testo Quei tre saggi, hanno una baracca in riva al mare.
La seconda versione del video, girata il 3 febbraio 2006 e diretta da Paul Minor, è stata pubblicata in concomitanza con la riedizione britannica del singolo e mostra Blunt che brucia i suoi documenti personali e il suo passaporto in una foresta prima di prendere lentamente fuoco internamente. Questo video è stato pubblicato per il mercato statunitense.

## Tracce
UK CD single
1. Wisemen
2. No Bravery (Live)
3. Out of My Mind (Live)

UK CD single (re-issue)
1. Wisemen
2. Out of My Mind (Live at Bowery Ballroom, New York City)

UK one-sided 7" (re-issue)
1. Wisemen

## Classifiche

### Classifiche settimanali
| Classifica (2006) | Posizione massima |
| ----------------- | ----------------- |
| Australia         | 11                |
| Austria           | 15                |
| Belgio (Fiandre)  | 52                |
| Belgio (Vallonia) | 51                |
| Canada            | 10                |
| Germania          | 40                |
| Irlanda           | 36                |
| Italia            | 12                |
| Nuova Zelanda     | 21                |
| Paesi Bassi       | 17                |
| Regno Unito       | 23                |
| Repubblica Ceca   | 1                 |
| Slovacchia        | 18                |
| Svezia            | 38                |
| Svizzera          | 23                |

### Classifiche di fine anno
| Classifica (2006) | Posizione |
| ----------------- | --------- |
| Australia         | 75        |
| Italia            | 44        |
| Paesi Bassi       | 61        |
| Regno Unito       | 184       |